# Michael Witzel

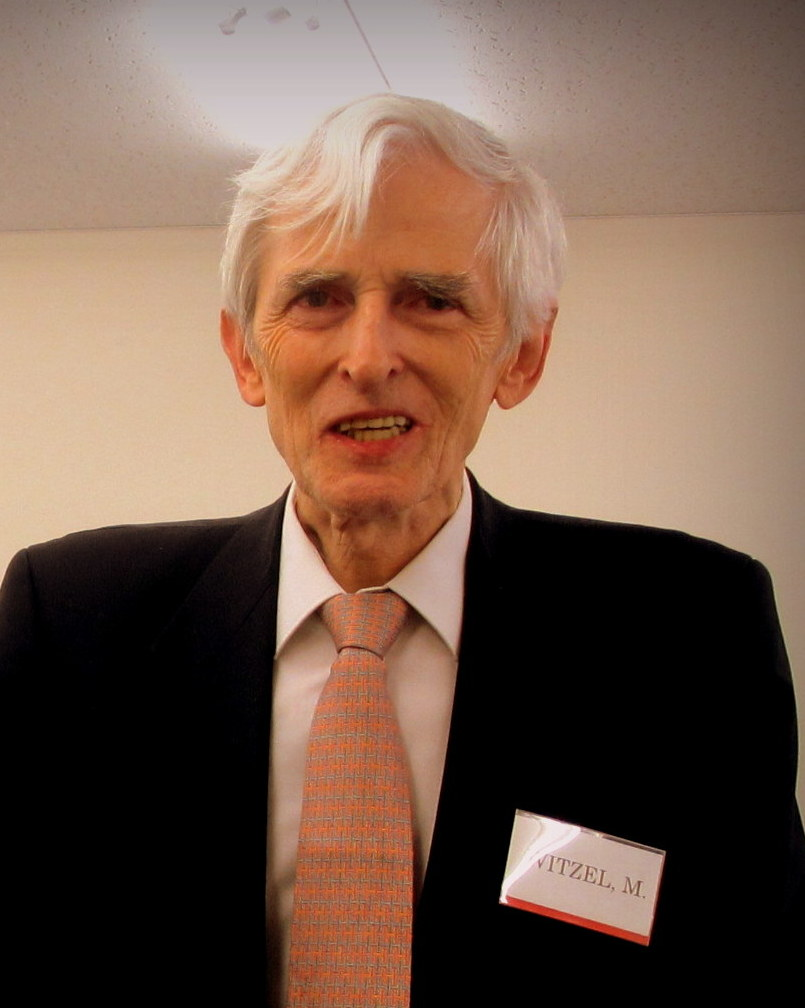
Michael Witzel, 2013

Michael Witzel (* 18. Juli 1943 in Schwiebus) ist ein deutscher Indologe. Er lehrt seit 1986 als Wales Professor of Sanskrit an der Harvard University (USA). Witzel ist Herausgeber des Electronic Journal of Vedic Studies und der Harvard Oriental Series.

## Leben
Witzel studierte Indologie in Deutschland u. a. bei Paul Thieme und Karl Hoffmann, später in Nepal bei Mimamsaka Jununath Pandit. Er leitete Forschungsprojekte in Kathmandu und lehrte seit 1972 Sanskrit in Tübingen und Leiden sowie seit 1986 an der Harvard University. Zwischenzeitlich war er als Gastdozent in Kyōto, Paris und Tokyo tätig.

## Forschung
Witzels frühe philologische Arbeiten beschäftigen sich insbesondere mit alten vedischen Texten, zu denen er Editionen und Übersetzungen erstellte. Zusammen mit Toshifumi Gotō unternahm er auch eine neue Übertragung des Rigveda, dessen erster Teil (1. und 2. Liederkreis) 2007 im neu gegründeten Verlag für Weltreligionen erschien.
In seinen Studien untersuchte er verschiedene vedische Textausgaben und ihre Bedeutung für die Verbreitung vedischer Kultur in Nordindien und befasste sich mit vedischen Dialekten.
Neben anderen Forschungsgegenständen konzentrierte sich Witzel seit 1987 zunehmend auf die alte indische Geschichte und erstellte Studien zum Teil in Zusammenarbeit mit Archäologen der Harvard University. Hinzu kam eine gründliche Erforschung des linguistischen Aspekts der ältesten indischen Geschichte, wobei er in mehreren Artikeln vorvedische Sprachen und die ihnen entnommenen Lehnwörter abhandelte.

## Debatte über die indoarische Migration
Witzel schrieb Artikel zur Thematik der indoarischen Migration und lehnte entschieden die Out-of-India-Theorie von Shrikant G. Talageri, Koenraad Elst und anderen ab. In „Autochthonous Aryans? The Evidence from Old Indian and Iranian Texts“ ging er detailliert auf die Thesen der Befürworter eines Modells der Urheimat der Arier in Indien ein und wies diese auf der Grundlage philologischer Argumente zurück.
Im Jahr 2002/03 erhielt mit dem Indologen Nicholas Kazanas erstmals ein Vertreter der indigenen Theorie die Gelegenheit, seine Thesen im Journal of Indo-European Studies vorzutragen. Dabei wurde ausnahmsweise auf ein Peer-Review verzichtet. Der Herausgeber James Patrick Mallory gab als Grund an, dass angesichts der stark emotional geführten Debatte kein Mainstream-Indologe bereitstünde, um diese Aufgabe mit neutraler und unvoreingenommener Sicht zu übernehmen. Daher beschloss er, den Artikel abzudrucken, jedoch begleitet von neun kritischen Antworten von Gutachtern, worauf Kazanas noch einmal antworten durfte. Witzel kritisierte 2003 jedoch diese Publikation und warf dem Herausgeber vor, die indischen Nationalisten könnten sich künftig darauf berufen und sie als großen Prestige-Gewinn verwenden.

## Kalifornische Schulbuch-Kontroverse
Im Jahr 2005 schaltete sich Witzel in eine Debatte hinsichtlich einiger Änderungen in kalifornischen Schulbüchern ein, welche amerikanische Hindus vorgeschlagen hatten, um die Ursprünge der alten indischen Geschichte mehr in ihrem Sinne als – nach eigenem Verständnis – Vertreter der indischen Bevölkerung darzustellen. Witzel, der von akademischen Indologen Unterstützung bekam, wurde zum Leiter einer Expertengruppe ernannt, welche die geplanten Änderungen kritisch überprüfte und am Ende einen Kompromiss herbeiführte. Witzel sah in den ursprünglich vorgesehenen Korrekturen einen Plan von Hindu-Nationalisten, welche das Vorhaben verfolgten, die Geschichte Indiens aus politisch-ideologischen Gründen neu zu schreiben.

## „Laurasische Mythologie“
In seinem Werk The Origins of the World’s Mythologies postuliert Witzel einen gemeinsamen altsteinzeitlichen Ursprung der Mythen Eurasiens und Nordamerikas, die sich mit der Ausbreitung des Menschen durch Diffusion verbreitet haben sollen. Er bezeichnet diese Mythen der Nordhalbkugel (mit dem Begriff für den nördlichen Teil des im Mesozoikum zerbrochenen Superkontinents Pangaea) symbolisch als „laurasisch“, während er die noch älteren Mythen der Subsahara, der Andamanen, Australiens und Melanesiens als „gondwanisch“ (nach dem südlichen Teil) bezeichnet.